# 托巴魯火山
托巴魯火山（英語：Mount Tobaru）是一座位於印度尼西亞哈馬黑拉島北邊的火山，其東側為杜科諾火山，由於其位處偏僻，目前對這座火山知之甚少。